# Marie Paoleschi
 (novembre 2017).
Marie Paoleschi (Lucciana, 28 janvier 1906 - Mimet, 13 août 1988) est une prostituée et une proxénète française, participante et organisatrice de la Traite des blanches.
Née Colli à Lucciana dans une famille originaire de Bastia, dès l'âge de 17 ans elle pratique la prostitution de trottoir dans la cité phocéenne. Puis elle monte à Paris. Vers 1925 elle est volontaire pour travailler dans la prostitution de maison close en Amérique du sud où les « Françaises » sont recherchées. Elle n'y fait pas fortune. Après un bref séjour en prison à Marseille, elle retourne à Rio de Janeiro et Caracas.
En 1937 elle épouse son protecteur, Dominique Paoleschi, qui l'envoie ensuite dans diverses « maisons » françaises. Elle est internée plusieurs mois. Après l'Occupation, elle est en Indochine puis en Algérie comme tenancière. Notamment elle gère pour son mari  le « Point Bleu » à Biskra.
En 1963, un accident de voiture en Corse la laisse à moitié impotente. En 1967 son époux Dominique meurt d'un cancer. Elle a laissé deux livres qui décrivent un milieu et une époque déjà lointains mais aussi une mentalité de femme incompréhensible pour les Européens du XXIe siècle.
Elle décède à Mimet dans les Bouches-du-Rhône le 13 août 1988.

## Œuvres
- Marie la Jolie, Paris, éditions Robert Laffont, coll. « Vécu », 1979, 350 p. (ISBN 978-2-221-00167-7)
- Le Milieu et moi, Fanval, 1987 (ISBN 978-2-86928-516-3)